# チベットの歴史
チベットの歴史（チベットのれきし）では、7世紀に吐蕃王朝によるチベット高原の統合に成立したチベットの、現代にいたるまでの歴史通史を概説する。

## 古代

### 羌・氐
漢代より羌・氐の名でチベット系と思われる民族の記述がみられる。羌の源は姜氏（炎帝）で氐は蚩尤の裔と言われる。
羌族は中央アジア東部から中国の西北部外縁にかけて移動生活する遊牧民であり、後代の文献資料や言語学の研究から、紀元0年前後にチベット高原南部から進入したチベット人の祖となる部族集団が、東北部から中央部へと進出し定住したと考えられている 。遊牧民の進入と定住は6世紀まで断続的に続き、チベット中央部に多くの君主制国家が形成された。

### 吐蕃
7世紀にチベット高原を統一した吐蕃王朝には、ヤルルン王朝時代という建国神話があるが、多くのチベットの歴史家の間では、第33代の王ソンツェン・ガンポが誕生した617年がチベットの歴史の始まりとして考えられている。
吐蕃王朝の成立を契機として、高原の住人たちに「チベット国」、「チベット人」の観念が共有されるようになった。
7世紀から9世紀まで、吐蕃は婚姻による外交と征服戦争によって、南はネパールやシャンシュンを支配し、北でシルクロードのオアシス都市を巡ってウイグル人、テュルク人など多くの民族と覇を競った。
中でも中国の唐と、断続的に交戦・停戦／和平を繰り返しつつ交際した。640年には仏教初伝伝説の一つとなっている文成公主の降嫁が行われ、822年-823年には、対等・平等の立場で講和や国境の確定、使節の往来などをとりきめた長慶会盟の締結に成功した。
多くの民族と接触したチベットには異民族の文化が流入した。ソンツェン・ガンポ時代の635年にグプタ文字を基にチベット文字が作られ、サンスクリット語の仏教経典の翻訳が行われるようになる。仏教は王宮を中心に信仰されたが、ティソン・デツェンの代に急激に盛んとなり、791年に正式な国家宗教となった。仏教が定着する一方で反発も生じ、王宮ではインド仏教と中国仏教、ボン教を支持する政治勢力との間に亀裂が生じた。794年にサムイェー寺の宗論が行われ、インド仏教への意思統一が図られたが、宗教問題を背景とした政争や暗殺はその後も頻発し、842年のラン・ダルマ王の暗殺によって吐蕃王朝は崩壊した。
吐蕃王朝の崩壊以後は、地方の領主が特定の宗派と結びつく氏族教団（教団領主）が各地に成立した。
842年には、吐蕃の王族の一部が西チベットでグゲ王国（古格王国）を建国した（1630年滅亡）。ほか、青唐王国（1032年 - 1104年）がある。

## 中世

### サキャ派時代
モンゴル帝国がチベットに進出してきた際には、氏族教団の一つサキャ派がモンゴル帝国の後ろ盾を得て、他の氏族教団や諸侯の上に君臨した。

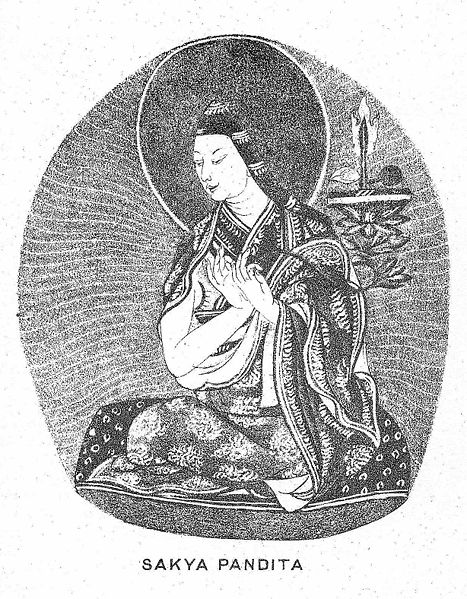
サキャ・パンディタ

1240年、モンゴル帝国の第2代ハーンオゴデイの息子コデンはチベットを攻略し、カダム派の寺院を焼き、僧侶を殺した。一方、6代目座主のサキャ・パンディタの名声は遠くモンゴルにまで聞こえており、コデンはサキャ・パンディタに面会を要求、1244年、サキャ・パンディタは2人の甥、パクパとチャクナ（1239 - 1267）を連れ、コデンと青海湖の付近で面会した。この時にコデンがサキャ・パンディタを見込んだ理由は不明であるが、1249年、コデンはサキャ・パンディタに、ラサやサキャのあるウー・ツァン地域に対する政治権限を与え、サキャ派とモンゴルとの同盟が形成された。これは、中央チベットにおけるコン氏の政治力が強かったことも物語っている。1260年にクビライがモンゴル帝国の第5代ハーンに即位すると、クビライのもとにいたパクパは1260年に帝師に任命され、元における仏教に関する全権を任された。1264年にはパクパのために最高統制院が作られた。また、パクパにアムド、カム、ウー・ツァンに対する政治的、宗教的権威を委ねた。1270年、パクパはクビライに請われてモンゴル語を記述するためのパスパ文字を作った。また、パクパの弟チャクナはコデンの家系の王女を娶っている。
以後のモンゴルとチベットの関係を、単純に西欧的な意味での「宗主国・属国」という関係で見ることはできない。フビライは手紙の中でパクパに「私はあなたの保護者であり、ブッダの教えを広めることはあなたの務めである」と語っている。これはあくまでも個人と個人の関係である。皇帝は政治的な保護の権力を行使し、帝師はチベットだけでなく中国を含む全モンゴルに宗教的な影響を与えている。これ以後も1911年の辛亥革命まで、中国とチベットの関係は概ねこのようであった。チベットから見ればチベットの守護者観音菩薩と中国皇帝文殊菩薩は同格である。しかし中国から見れば中国皇帝と同格ということは定義上ありえず、両者の関係はチベットからみるか中国から見るかで大きく異なる。
この時期のチベットには、モンゴル帝国の王子が率いる駐屯軍が配置され、帝国を覆う駅伝網が展開され、またチベットの諸侯・教団の代表となっていたサキャ派の管長は、チベットの地をはなれ、「帝師」・「国師」（「ハーンの仏教の師」の意）や「宣政院」(モンゴル帝国の仏教徒とチベットの地を管轄する機関)の長官職に任命されて、ハーンに随行して帝国の首都大都（現北京）に駐在していた。
クビライは1288年に宣政院を設立し、サキャ派の長の帝師がここで指導し、チベットを支配した。一方、チベット側の史料ではポンチェンと呼ばれるサキャ派の俗権首長が統治を行ったと記すが、ポンチェンと宣政院の関係については諸説ある。パクパが1280年に死んでからも75年ほど、サキャ派はサキャ寺院を僧院都市として、モンゴル帝国が衰退するまで中央チベットを支配した。また、チベット全域に対しても大きな権限を持った。
モンゴルはチベットを13地域に分け、それぞれの領主を万戸長（ティポン）に任命して支配していたが、1285年に、ラサ北東100kmほどの位置にあるディグンの万戸長が「上手のホル（恐らくカイドゥ・ウルス）」と結んで反乱を起こした（ディクン派の乱）。最初は勝ち進んだが、1290年にはテムル・ブカ率いるモンゴル軍の協力を得たサキャ派の軍隊に破れ、本山ディクン・ティルを焼き討ちされている。
10代目座主のデチェン・サンポ・ペルの子供クンガ・ロデが8代目帝師となり、1347年、コン氏をシトク家、ラカン家、ドゥムチョー家、リンチェンカン家の4ラプダンにわけ、受け継いだ遺産も分割した。後にこの4ラプダンが対立し、代わりにカギュ派の支派パクモドゥ派が力を付けていった。サキャの小さな町は内乱寸前となり、モンゴルは1320年代末に宣政院を廃し、モンゴルとサキャ派の絆はなくなった。

### パクモドゥ派時代 (1354-1480)
パクモドゥ派のチャンチュプ・ギェルツェンは反乱を起こし、1348年にツェルが、1350年にディグンが陥落した。チャンチュプ・ギェルチェンは1354年には中央チベット全域を支配し、サキャ派の長と面談している。1358年にサキャ派の長は大臣に暗殺され、サキャ派のチベット支配が終わり、パクモドゥ派が支配するようになった。同時に、チベットは中国の支配を完全に脱した。サキャ派にかわって氏族教団パクモドゥ派が中央チベットを掌握したが、パクモドゥパ政権はモンゴル帝国・明との交渉を統制しようとはせず、明も、明に使者を派遣してくる諸侯や諸教団と冊封・朝貢関係を取り結ぶだけで満足した。

### リンプン派時代
1420年代、タクパ・ギェルツェンの次男サンギェ・ギェルツェンはリンプン家の娘と結婚した。タクパ・ギェルツェンが死亡すると後継者争いが起き、リンプン家の支援を受けたサンギェ・ギェルツェンが1432年に6代目パクモドゥ派の長に即位した。しかし翌1433年には罷免され、リンプン家の妻との長男タクパ・ジュンネがデンサ・ティル寺院から戻って7代目として即位した。リンプン家はチベット中西部のツァンを支配し、シガツェ東部のリンプンを首都とした。一方、パクモドゥ派の本山デンサ・ティル寺院は政界とは別に僧正位が支配していたが、1444年に僧正位の僧が死ぬとこれを空位にし、リンプン家がネドンをも支配した。パクモドゥ派の長の領土はラサ周辺のウーのみとなった。
1480年代、ラサでゲルク派とカルマ派が対立して寺院を焼き打ちする事件が起こる。これを機会にリンプン家の長トンユ・ドルジェはカルマ派の摂政シャマル派と結び、ウーに侵攻し、パクモドゥ派の長クンガ・レクパは首都ネドンから追放された。トンユ・ドルジェはチベットを支配するようになるが、1506年に彼が死ぬとネドンは無政府状態となった。

### ツァンパ政権時代 (1565-1642)
1565年にはリンプン家の行政官ツェテン・ドルジェがツァントェ王としてシガツェを中心としてツァン・デパを支配し（ツァンパ政権）、リンプン家のチベット支配が終わった。ツァントェ王は17世紀にはウー地方にも勢力をのばした。1642年 、オイラトのハーンにしてホシュート部長のグシ・ハンに敗れて滅びた。その後もチベットでは争いが続き、ダライ・ラマ5世が17世紀に支配体制を確立するまで安定した平穏は訪れなかった。

## 近世
ゲルク派は他の宗派に倣って転生活仏制を取り入れ、精力的な活動によって16世紀半ばにはチベット最大の宗派を形成した。後にダライ・ラマ3世となるソナム・ギャンツォは1578年にモンゴルのトゥメト部長アルタン・ハーンと会見してお互いの称号を交換し合い、「ダライ」称を使用するようになった。
17世紀半ば、ゲルク派の有力な化身ラマの名跡ダライラマを信仰するオイラトの指導者トゥルバイフがチベット高原の大部分を制圧し、ダライラマ政権が成立した。

### グシ・ハン王朝とガンデンポタンの時代
デプン寺のダライ・ラマ5世の財務監ソナム・チュンペル（チベット語: བསོད་ནམས་ཆོས་འཕེལ bsod nams chos 'phel）がオイラト族ホショト部指導者グシ・ハンと結び、グシ・ハンは1637年から1642年にかけてチベットの全域を平定、いくつかの大領主を滅ぼし、その他の各地の諸侯を服属させ、グシ・ハン王朝を樹立した。4代約80年続いた。
グシ・ハンは同盟者ソナムチュンペルの功績に応じて、チベットの中枢部（ヤルンツァンポ河流域）をダライラマ領として寄進した。その統治機関としてチベット政府ガンデンポタンが発足した。1653年から1654年頃に編纂された法典には、チベットのハンと、ガンデンポタンの首班デシーが「ダライラマの下で「日月の一対」をなす」と描写されている。1645年にはダライ・ラマ5世がポタラ宮の建設をはじめた(1695年完成)。

#### 満洲族清国との国交

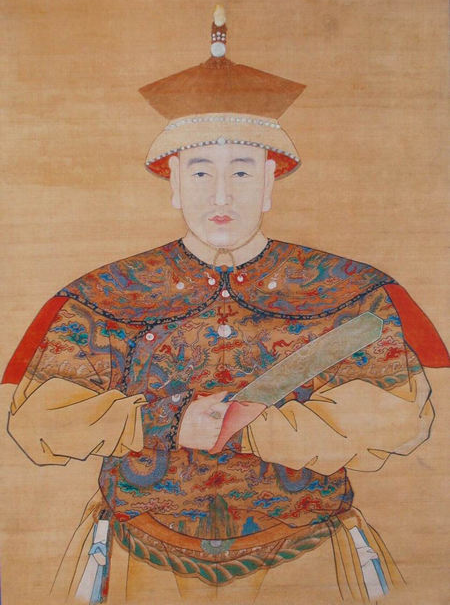
清の順治帝はダライ・ラマ5世に北京に来るよう迫った。

ダライ・ラマ5世が幼い頃、中国では明が政権を握っていたが、その北方では満洲民族が力を付けていた。「満洲」は彼らの自称であり、文殊菩薩（マンジュシュリー）の「マンジュ」に漢字を当てたもので、仏教を奉ずる民族だった。満洲民族は西のモンゴル高原諸勢力を次々と従え、1636年に清を建国、1637年には李氏朝鮮を従え、1644年には中国を併合した。この時の清の皇帝は順治帝であった。チベットもこの新興勢力に無関心だったわけではない。当時はまだダライ・ラマ政権が確立する前であり、1640年代、ダライ・ラマ5世を始めとするチベットの有力勢力が、清の支援を受けるべくそれぞれ使者を送っている。
清としてもチベット仏教は大事であったが、モンゴル高原諸勢力も深くチベット仏教を信じており、彼らの懐柔のためにもチベット仏教の管理は重要であった。順治帝は何度もダライ・ラマ5世に首都北京に出てくるよう言い、1650年には清から贈り物を添えた代表団が派遣されている。しかしこの頃にはダライ・ラマ5世の権力と権威は確立されており、清を無理に訪問する理由は無く、しばらくは断り続けた。1652年にようやくダライ・ラマ5世は北京を訪れた。
順治帝は、異民族への待遇としては異例なことに、自ら北京から数日の距離まで出向いてダライ・ラマ5世を迎えた。順治帝はダライ・ラマ5世に対して改めてダライ・ラマの称号を贈り、ダライ・ラマ5世は順治帝に文殊皇帝の称号を与えている。このとき、ダライ・ラマ5世が清国皇帝に従属したか、それとも両者対等の対面であったのかは、現代でもよく議論にされる。当時の清国側とチベット側の記録にすでに認識の食い違いが見られる。
1682年に、ダライ・ラマ5世が死ぬと、後継者争いが起き、摂政のサンギェ・ギャツォらがダライラマ5世の宗教的・政治的権威を自らが継承したという自己神格化をも試み、グシ・ハン一族の排除を目指した。

#### ジュンガルの侵攻と清朝による青海出兵
グシ・ハン一族が支えたダライ・ラマ政権は、18世紀初頭、ダライ・ラマ5世の後継者を誰とするかをめぐって内紛を起こし、オイラト本国（ジュンガル部）や清の介入をまねいた。1717年、オイラト本国を支配するジュンガル部の奇襲により嫡系が断絶。1718年と1720年-1721年に清朝の康煕帝は「ダライラマを擁するグシハン一族」という政体の復活を目指し、介入する。
グシ・ハン一族によるチベット東部の支配形態には、数年任期の代官を派遣して統治にあたらせる直轄領と、古くからの歴史をもつ諸侯に貢納させ、所領の安堵や内紛の調停を行う諸侯領とがあったが、中国において清朝の支配が確立すると、中国との隣接地方に位置する諸侯の中には、領主の跡目争いや内紛などで、清朝に頼ろうとするものがでてくるようになり、17世紀後半より、チベットと中国の境界地方では、グシ・ハン一族と清朝地方官の小競り合いがみられるようになった。清朝側では、グシ・ハン一族のチベット諸侯への支配について、「本来『内地』に属するはずの番人たちが、不当に蒙古の支配を受けている」という立場をとっていた。
1720年、ジュンガルの侵攻に対する救援を名目に康熙帝が介入した際には、リタン、バタンの有力者たちを「招撫」（清朝の支配下に入るようもとめること）し、また雍正帝はカム地方に地方官を派遣し、カム地方の諸侯に清朝の冊封を受けるようもとめ、拒否するものは天子に戦を仕掛けたものと見なすと威嚇、グシ・ハン一族から抗議をうけている。

#### 雍正帝による青海出兵
康煕帝の後を継いだ雍正帝は父帝の方針を一転し、グシハン一族の権限や権益をチベットから排除することをめざし、グシハン一族が本拠をおくチベット東北部・アムド地方の北部に位置する青海草原に1723年に侵攻、翌1724年までに、グシハン一族をすべて制圧した。雍正帝はグシハン一族がチベットの諸侯たちやチベットの各地に有していた権限・権益をすべて接収、80年間つづいたグシハン一族のチベット支配はほぼ完全に覆され、グシハン一族が本拠地をおいていた青海草原と直属の青海ホショト部族は盟旗制、アムド地方とカム地方東部の諸侯たちは土司制によって清朝の支配下に組み込まれた。
康熙帝は、「グシ・ハンの立てた法」をチベットの正統な政体とみなし、ジュンガルのチベット侵攻に対する介入にあたっては、「ダライ・ラマを擁するチベット・ハン」という旧体制の復活を支援するという建前にもとづいて行動したのに対し、雍正帝は18世紀初頭以来続くグシ・ハン一族の内紛を、懸案解決の好機とみなし、1723年、内紛の当事者ロブサン・ダンジンを「清朝に対する反乱者」と決めつけ、 年羹堯を司令官（撫遠大将軍）とする遠征軍を青海地方に派遣し、グシ・ハン一族を一挙に制圧する。雍正帝はグシ・ハン傍系一族を屈服させ、彼らがチベットに有していた様々な権限や権益を略奪した。この攻撃によりグシ・ハン一族はチベット王権も喪失して王朝は終焉をむかえた。

### 清朝のチベット支配

#### 雍正のチベット分割
1724年5月に、年羹堯が「青海善後事宜」を提出し、チベット再編案を提出した。この提案を受けて雍正帝は、グシハン一族が支配下においていた諸侯領・直轄領を1724年から1732年にかけて、チベットをタンラ山脈よりディチュ河にかけての線で二分し、西南部はガンデンポタンに委ね、東北部のモンゴル王公、チベット人諸侯らは青海地方と甘粛省、四川省、雲南省などの諸省に分属させた(雍正のチベット分割)。
- ダライ・ラマ領に付け加える部分　→（1642年以来の元来のダライラマ領とあわせて西蔵）
- 西寧に駐在させる大臣(西寧弁事大臣)に管轄させる部分　→（「青海地方」の成立）
- 中国の「内地」各省（甘粛・四川・雲南）に分属させる地域

に3分した。
元朝の万戸制、明朝の衛所制による冊封体制のいずれも、中央チベット（ウー、ツァン）と東部チベット（アムド、カム）に「内地とそれ以外」という区分をもたらすものではなかったし、清朝の歴代君主たちもチベット仏教圏の民に対しては文殊皇帝として、ダライラマを擁する姿勢を示し続けており、「小邦」と利など争わぬ「天朝の主」としてダライ・ラマの権益を侵害しうる立場にはなかった。チベットの国土に対する「ダライラマの香火之地」と「内地」という二分割は、康熙帝の対チベット方針を覆し、グシ・ハン一族の権益を剥奪して我がものにすることを正当化するロジックとして、この時に創始されたものである。
雍正帝が設定した、このチベット高原の分割の枠組みは、19世紀第2四半期以降崩壊するが、1951年にチベット侵攻を行い、チベット高原全域を制圧した中華人民共和国は、1955年、雍正のチベット分割の際に設定された区分をほぼそのまま復活する形で省級の行政区画を行い、チベット民族自治区を西蔵部分のみに限定し、その他のチベット各地を「内地（中国本土）」諸省に組み込んだ。
カンチェンネー政権（1720年 - 1727年）の後、ポラネー政権（1728年 - 1747年）が成立、ポラネーは1740年に清朝より郡王に封ぜられた。ポラネーの息子ギュルメナムギャルの治世（1747年 - 1750年）で、清の駐蔵大臣との間で「ギュルメナムギャルの乱」事件（1750年 - 1751年）が起こり、西蔵郡王政権は転覆された。さらに清朝のチベット支配は、1789年、1793年のグルカ戦争における支援などによって強化されていった。
- カシャク制の成立
- 清朝支配下のアムド・カム
- カム地方の支配権を巡るグシ・ハン王朝と清朝の抗争
- 清朝によるアムド・カムの接収と旗制、土司制の導入

#### 清朝のチベット支配の終焉
19世紀に入ると清朝は1840年の清・シク戦争（ドーグラー戦争、1841年 - 1842年）、1855年-1856年のネパール・チベット戦争などにおける無策により、チベット人の信頼を失なっていった。
1903年12月から1904年9月にかけて、ヤングハズバンド率いる英印軍のチベット侵攻と虐殺事件が起こった。1905年-1910年の趙爾豊による四川軍のチベット侵攻（1905 Tibetan Rebellion）にあたり、清朝の朝廷は、趙爾豊の側に立ってチベットの抗議を否定し、インドに脱出したダライラマ13世に対し、「廃位」や「別の転生者の捜索」を命じたため、清朝の権威は完全に地におちた。
1911年には辛亥革命が展開し、1912年2月に宣統帝が退位し、孫文との交渉で袁世凱が中華民国の第2代臨時大総統に就任した。これにより、清朝は崩壊、チベットにおける満州人の支配も崩壊した（後述）。

#### グンポナムギャルの乱とガンデンポタン政府
カム地方ニャロン（中国名新龍県）の領主グンポナムギャルは、19世紀半ば、十八諸侯とよばれるカム地方の領主の大部分を制圧した。これらの諸侯は1725年以来、成都の四川総督を介して兵部から冊封を受けており、清は反乱を鎮圧し、諸侯を救援せねばならない立場にあったが、清国はこの時期太平天国との戦いで、カム地方の戦乱に介入する余力はなかった。
清にかわってこの動乱を収束させたのがガンデンポタンチベット政府である。ガンデンポタンは数年かけてグンポナムギャルを打倒し、カムの十八諸侯を旧領に復帰させた。清の朝廷は、ガンデンポタンに戦費を支払う余裕もなかったため、その代償として、ガンデンポタンがニャロン（グンポナムギャルの本拠）を接収することを認めた。ガンデンポタンはニャロンにニャロン総督（ニャロン・チキャプ）を派遣し、直轄地として支配した。これによりガンデンポタンの勢力圏は、ディチュ河を越えて東方に拡大し、従来名目的には四川省に帰属していたカム地方東部の諸侯にもつよい影響力を発揮するようになった。
清は、中国における諸反乱をほぼ収束させると、清末新制に着手した。「清末新制」は、清国における国家体制の近代化であるが、チベット、モンゴルなどに対しては、従来中国とは別個の法制・行政制度のもと、盟・旗の長や土司職にある諸侯たち、ガンデンポタンなど、その民族自身による統治に委ねてきた体制を根本的に覆し、省・州・県を設けて中国に組み込むことを目指す、というものであった（東トルキスタンでは、すでに1878年に省制が施行され、行政機構の中国化が達成されていた）。

#### 趙爾豊による建省運動とチベットの独立
1905年、四川総督の趙爾豊は四川軍を率いてチベットに侵攻、雍正のチベット分割以来、名目上、四川省に帰属してきたカム地方東部の諸侯や、1642年に成立しラサに本拠をおいてチベットの中央部を統治するガンデンポタン軍などを次々と破り、1910年、ラサに入城した。ダライ・ラマ13世はインドへ逃れ、趙はカム地方の諸侯やガンデンポタンによる支配を排し、その他のチベット人諸侯の小政権をすべて取り潰した。さらに趙はガンデンポタンや、ガリ地方からウーツァン地方にかけての地方に西蔵省を、カム地方（雍正のチベット分割以来、西蔵、四川、雲南に三分）に西康省を設置し、従来、チベット人自身の統治に委ねられていたチベットの国土を、省制度を敷くことにより中国へと併合することを目指した。しかし趙が統治機構の整備に取り組み始めてほどなく、1911年に中国で辛亥革命が勃発、趙は成都に戻ったところで革命派に殺害され、趙が配置した行政機関や駐屯軍は、ガンデンポタンからの反撃や、地元勢力の蜂起により、次第に崩壊していった。
チベット側はこれに乗じて反攻を開始、1913年にラサを奪還して独立を宣言する。チベットの統一と独立を目指すガンデンポタンはこの省の全域を失地回復の標的とし、ディチュ河（金沙江）西岸の地を奪還（1905年まではガンデンポタンの統治下にあった）し、さらに東岸への進出を狙った。また、ディチュ河東岸の地も、中国の支配を嫌うカム諸侯の抵抗により、かろうじて県城と主要街道を押さえるのみの有様となり、省として発足する条件が整わぬため、ながらく「特別地区」という位置づけに甘んじた。

## 近代

### チベット独立とダライラマ政権
清が崩壊した1912年から中華人民共和国によるチベット侵攻の1951年まで、チベットのダライ・ラマ政権は、チベットの国土の半ば以上に排他的実効支配を確立（事実上の独立状態）し、国際社会に対し、国家としての独立を求め、イギリスをはじめ、独立国として承認されていた。
辛亥革命と清朝崩壊に続いて、チベット軍は奇襲によってチベットに駐屯していた清国軍守備隊をチベット内から追い払った。続いてラサに駐在していた清の役人はチベット中心部での清軍の降伏と撤退が盛り込まれた「三点合意」にサインを強いられた。ダライ・ラマ13世は1910年に清軍の進攻があって以来インドに逃れていたが、1913年早くにラサに戻った。そして「聖職者をパトロンとした中国人のチベット植民地化の意図」を非難し、「我々は小さい、宗教的な、独立国家である」と述べた、宣言を発布しチベット中に広めた。
1906年に満州人を追い出して漢民族の独立回復をすることを宣言していた孫文を始めとする漢民族による辛亥革命によって、1911年に清が解体され、1912年に中華民国が建国されると臨時大総統に就任した孫文は満洲人の清帝国の領土をそのまま引き継ぐことを宣言した。次いで臨時大総統となった袁世凱はダライ・ラマに彼の宣言を取り下げるようにと電報を送った。ダライ・ラマはこの書面を突っぱね、「チベットにおいて世俗と聖職の両面での統治の行使を目指している」と返答した。1913年、ダライ・ラマは中国皇帝とチベットの関係は「後援者と聖職者の関係であってどちらかからどちらかへの従属に基づいたものではなかった」と明言された声明を発し「われわれは小さい、宗教的、独立国家である」との宣言を発した。

#### チベット・モンゴル相互承認条約

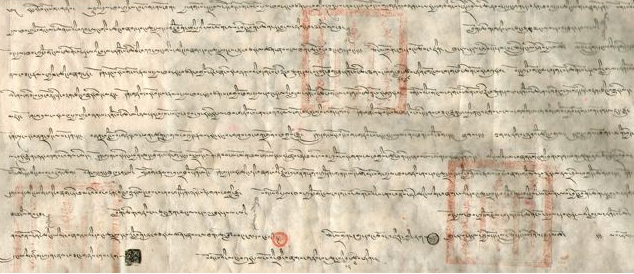
チベット・モンゴル相互承認条約書

辛亥革命により清国が滅亡すると、その旧領をめぐって中国本土の漢民族が建国した中華民国と、モンゴル・チベットの民族政権は、それぞれの主張に基づいた国際的地位の確立を目指した。
中華民国は、清国の旧領の全域を単位とする「中国」という枠組みを設定し、自身を中央政府と位置づけ、その他の各地の政権に服属をもとめる漢民族の共和政権を主張した。
これに対して、モンゴルとチベットは、清朝皇帝の消滅により、その支配下に入っていた諸国・諸民族はそれぞれ対等の別個の国家となるとの立場をとった。満州人による清王朝では中国本土は直轄地とされていたが、チベット・モンゴルは冊封関係という主従関係を結んだ藩部であり事実上独立していたので、清帝国に服属していても漢民族の中国に服属しているという観念はなく、中国、モンゴル、チベットの三者の区別は明確であった。
1913年1月11日、モンゴルのボグド・ハーン政権とチベットのガンデンポタン（ラサに本拠を置きダライ・ラマを元首とするチベットの政府）は、ウルガ(ウランバートル)において、両国の清からの独立を相互承認し、安全保障協力を約するチベット・モンゴル相互承認条約（蒙蔵条約）を締結した。この条約は、モンゴルとチベットが、漢民族の中国とは別個の独立した国家としての国際承認を協力して獲得しようとするなかで締結された

#### シムラ会議とマクマホンライン
1913年から1914年にかけてシムラにおいて英国、チベット（ガンデンポタン）、中華民国の三者の間でシムラ会議が開かれた。英国はロシアと中国がモンゴルに対して初期に行った合意のようにチベット人居住区を内チベットと外チベットに分割する提案をした。外チベットはほぼ現在のチベット自治区と同じ地域であり、中国の総主権の下に自治し、この地域では中国は「行政への干渉」を控える。一方、東カム、アムド、ラサからなる内チベットでは宗教上での問題の支配のみが保たれるとした。1908年から1918年、中国の守備隊はカムにおり、地元の王子はその司令官に従属していた。
当時イギリスは中国のチベットを覆う宗主権を認識しており、チベットを中国の県に変えないという中国政府との合意とともに、中国領土の一部と同等にチベットの状態が断言されていた。 しかし、内チベットと外チベットの明白な境界線に関した点で交渉が決裂すると、英国の交渉長官であったヘンリー・マクマホンはチベット-インド国境にマクマホンラインとして知られる線を引いた。この線によって英国はおおよそ9000平方キロメートルものチベットの歴史的領域、タワン県を併合した。これは現在のインドアルナーチャル・プラデーシュ州である。のちに中国はこのマクマホンラインがインド側への不法編入であるとして抗議し、この地域を南チベットと呼んだ。なお、英国はすでに1912年には、地元の族長たちと合意を締結していた。
シムラ条約は3者の代表団によって締結されたが、北京政府は外チベットと内チベットの間の国境を書くことに対する不満からすぐに合意を撤回した。このため、マクマホンとチベット人代表はこの合意に示された全ての事柄において中国のいかなる主張も拒絶する通牒の付託されたこの条約を、英蔵相互条約としてサインを行った。
英国の運営していたインド政府は最初は英露協商（1907年）に矛盾するとしてマクマホンの相互条約を拒絶した(英露協商は1917年にロシアが、1921年には英国が破棄)。その後、マクマホンラインは英国政府および独立後のインド政府にとって国境と捉えられた。中国からすれば、この地域は中国領であり、またシムラ条約を締結していないために条約は無効であり、インドによるこの地域の併合は不当であった。この問題はのちの1962年、中印国境紛争をもたらした。

#### ダライ・ラマ13世と近代化政策
一方、モンゴルはロシア革命の影響で次第に共産化した。イギリスはそれに対抗して、チベットの親イギリス化を図った。
イギリスは1920年、ダライ・ラマ13世がインド亡命中に、担当官チャールズ・ベルをチベットに派遣し、兵器や鉱山の開発援助を申し出た。しかしこれは外国嫌いの寺院勢力を刺激し、デプン寺が政府と対立した。チベット政府軍はこれを包囲し、デプン寺僧正を罷免した。
なお、1921年に孫文はチベット人・モンゴル人・ウイグル人などを同化して中華民族としての単一民族国家を目指すことを明らかにしている。
その後、英国主導のチベット近代化は進められ、1922年にはインドと電報線が結ばれ、1924年には水力発電所、兵器工場、郵便制度、警察組織も作られた。パンチェン・ラマ9世はこの近代改革に反対し、1923年に中華民国に亡命した:278。近代化政策により、チベット軍が急激に力を付けたため、ダライ・ラマ13世は侍従長の進言を受け、1925年に軍最高司令官のツァロン・シャペを解任した（大臣職は継続）。その後、ダライラマ13世の政治は次第に内向的になった。侍従長の進言により、1926年には英語学校が廃止され、イギリスと疎遠になった:279。政争も激しくなった。1929年、ツァロン・シャペが大臣を解任され、財務大臣のルンシャルが軍を掌握した。1931年、軍がタバコの闇商人をネパールで逮捕し、監獄で死亡した事件が外交問題となり、ルンシャルが罷免されてクンペラが軍司令官となった。
1930年、ベリの寺院とデルゲの寺院で抗争が発生。そこに中華民国軍(劉文輝指揮)とラサの軍が介入した。この時は満州事変などの影響で中華民国が忙しく、チベット有利に終わって雅礱江が新国境線となった。しかし1932年7月には中国軍が長江左岸まで取り戻した。チベットは国際連盟に仲裁を依頼したが効果なく、ダライラマ13世は1932年9月、長江を国境とし、中国の宗主権を認めることに合意した。新国境付近では、チベット、中華民国それぞれが苛酷な税を取り立てたり、私兵や強盗が支配する地域が出たりした:287。
1938年、英国は最終的に二国間協定としてシムラ条約を発効し、マクマホンライン以南のタワンの僧院にラサへ税を収めることを終えるように求めた。しかしチベットは1940年ごろマクマホンラインの位置を変えた。1947年遅くにはチベット政府は新しい独立インドの外務省に、マクマホンライン以南のチベット人地区に対する主張が述べられた書簡を書いた。中国政府はシムラ書簡にサインを拒んでいたことから、認識の一致として、マクマホンラインの正当性に逃げた。

#### 軍閥時代のガンデンポタン政府と中華民国

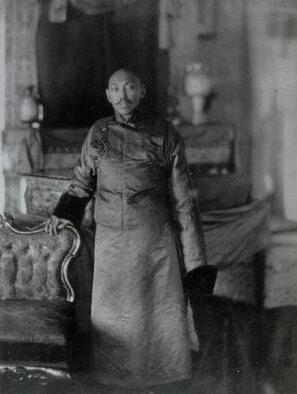
ダライラマ13世トゥプテン・ギャツォ

軍閥時代の間、中国はチベットに干渉する力を持つことができなかった。1918年、ラサはチャムドと西カムの統治を取り戻した。揚子江に沿って休戦が行われ、このときチベット政府は衛蔵のほとんどと西カムを支配しており、大体現在のチベット自治区の境界と一致する。揚子江に分割されている東カムは劉文輝将軍の軍閥に占領されており、忠誠心を変えた現地のチベット人王子が統治を行った。アムド（青海はさらに複雑であり、西寧地区は1928年から回族の将軍馬歩芳とそのムスリム一家の将軍の馬家軍に占領されており、彼らは一貫してアムドの残りへの影響力維持に努力した。青海の残りの地域は地元政府が統治していた。南カムのほかに雲南の一部には1915年から1927年にかけて雲南軍閥が伸びており、知事で将軍である竜雲は中国内戦の終わり頃、蔣介石の命令で杜聿明が彼を排除するまで雲南に居続けた。
ガンデンポタンチベット政府は、1917年-1918年、1931年-1933年にかけて、中華民国と戦火を交え、ディチュ河（金沙江）に至るまでのカム地方の西部に対する支配権を徐々に回復していった。やがてチベットと中国は、それぞれカム地方の全域が自国の管轄下にあるという建前の地方行政単位をもうけた。チベットは、カム地方西部の中心都市チャムドに「ドカム総督府」を置き、閣僚級のアムド・カム総督（ドメーチーキャプ）を配して統治にあたらせた。
一方、中華民国は、発足以来、カム地方に対して省制を施行することができず、川辺特別区をおいていたが、国民政府時代の1939年、日中戦争の勃発にともない、国民政府は特別地区解消を急ぎ、実効支配の及ぼばないディチュ河以西をも名目上の範囲として、西康省を設置した。実効支配領域はディチュ河東岸に限られたダライラマ13世の治世、北京はその領域に代表者をおくことは無かった。
1912年以来、チベット-中国間の交渉は英国が仲裁する場合のみに行われてきたが、1933年11月にダライ・ラマ13世が死去すると、以後、チベットと中国との間で直接交渉が再開された。中華民国はパンチェン・ラマ9世をチベットに送り返し、チベットの政治に中華民国の意思を反映させようとした。しかしパンチェン・ラマ9世はラサ到着前に急死した。しかし、中華民国の国民党政府は蒙蔵委員会のメンバーの一部を13世の葬儀に弔問使節として送り、そのまま駐蔵弁事官としてチベットに駐留させることに成功している。実質的な権限はほとんど無かったが、中華人民共和国が成立した1949年にラサ政府が全員退去させるまでこの部署が存在した。この退去事件が中華人民共和国のチベット侵攻のきっかけの一つとなっている。
1933年のダライラマ13世死後、噶廈はチベットが自らの政治情勢を管理できたならば、チベットは名目上中国の一部のままだったという1914年の立場を再び主張した。 1912年以降チベットは中国の制御から事実上独立していたが、中国共産党はチベット統治が断絶しなかったとして、当時の国民議会と国会の両議会にチベット人議員が存在したことを根拠に主張している。
1934年より1935年にかけ、長征によりカム地方を通過中の労農紅軍第四軍の支援によりチベット人人民共和国が設立されたが、紅軍の撤退とともに、ほどなく解体した。

#### ダライ・ラマ14世と第二次世界大戦後

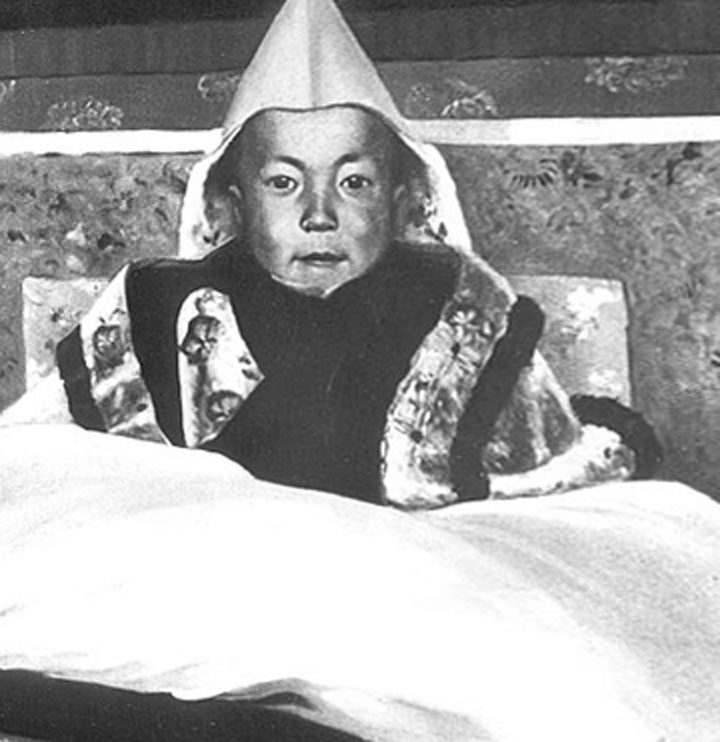
ダライ・ラマ14世テンジン・ギャツォ

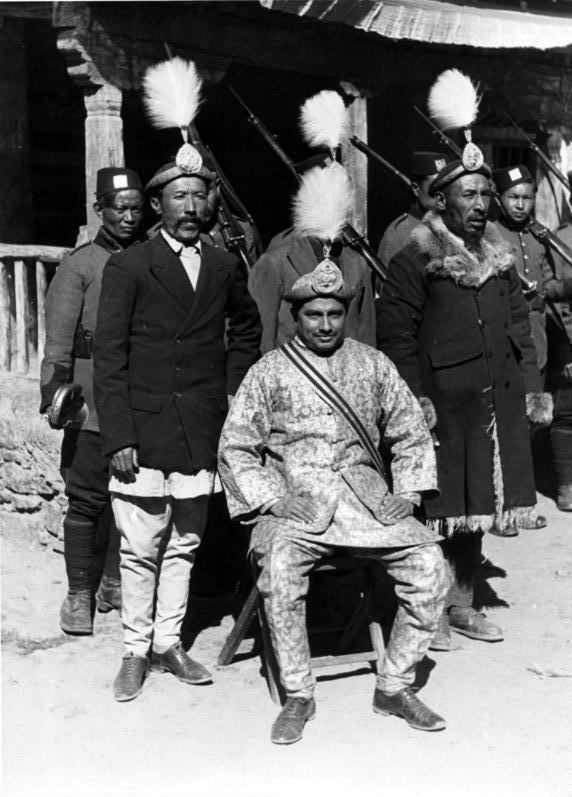
秘書と一緒に撮影されたネパールの使節ビスタ少佐。1938年ラサ。

ダライ・ラマの転生者であるダライ・ラマ14世は1939年に中華民国青海省のチベット人居住地区タクツェルで発見された。14世は5歳までそのまま中華民国内で育てられ、1937年にラサに移された。そして1940年2月22日に即位した:72。なお、中国は国民党政府がダライラマ14世を認定し、国民党の代表者呉忠信が式典を統括したと主張しているが、チベット側はその事実はないとしている。

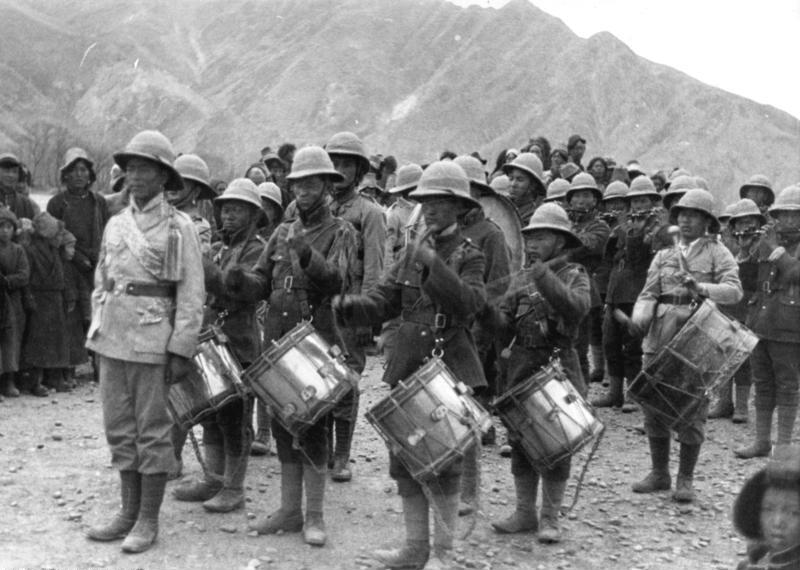
チベット軍 (1938)

1942年、チベットは外務省を設立している。他方、同1942年、アメリカ政府は蔣介石政府に中国のチベット政策に異議はないとした。
またチベットは日本に親密な態度を貫き、連合国による中国への武器輸送を拒み中立を保った。

#### 第二次世界大戦後のチベット使節団
1946年にチベット外務省は、第二次世界大戦終結関連の祝賀使節を中国に派遣した。チベットの使節が渡した蔣介石宛書簡には「我々はダライラマによる恒久的な宗教・政治的統治によってチベットの独立を守り続けたい」と記されていた。この使節団は南京で行われた中国の憲法制定議会に参加している。
1947年から1949年にかけて、ラサ政府はツェポン（Tsepon、蔵相）であるW. D. シャカッパ（W.D. Shakabpa）率いる通商使節団をインド、香港、南京、アメリカ、英国へと送った。
英米などは同じ連合国である中華民国に配慮し、チベットによる独立主張について使節団と協議しなかった。他方、使節団がチベット政府によって支給されたパスポートで旅行することを許し、米国は非公式に通商使節団を受け入れた。
1947年、チベット政府は使節団をインド、デリーで行われたアジア会議に送り、ここで自身を独立国家と表明した。そのため、インドは1947年から1954年にかけてチベットを独立国家と認識していた。また、この会議にはチベットの旗(雪山獅子旗)が持ち込まれたが、これは公的集会におけるチベット旗の最初の出現だった。
チベット使節団は1948年に渡英し、英国首相クレメント・アトリーに面会している。

#### 中華人民共和国のチベット侵攻

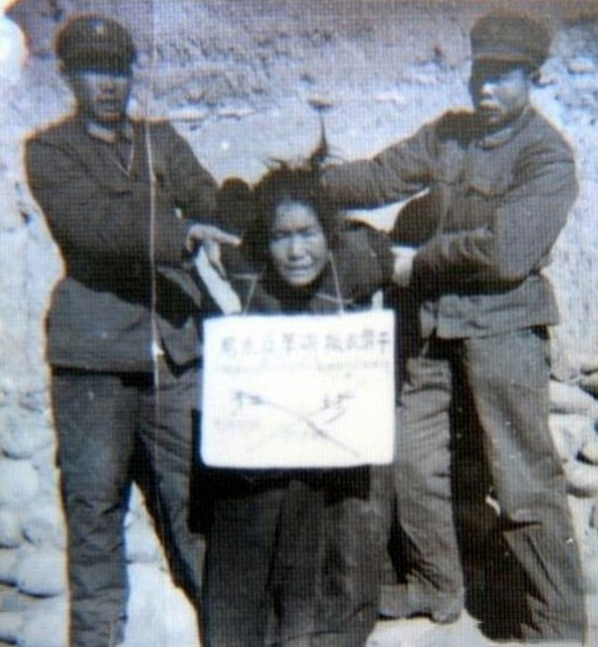
中国人に自己批判させられるチベット女性

1949年、国共内戦で中華民国に勝利した中国共産党が中国を掌握する。チベット政府は中国政府とつながりのある全ての中国人を国外追放し、国民党と共産党の双方から非難される。
1949年6月11日にパンチェン・ラマ10世がパンチェン・ラマ9世の転生として中国国民党政府の承認を受け即位した。
中国共産党政府は翌1950年1月には新中国政府によるチベット駐留を要求した。1950年6月、英国政府は庶民院で「中国のチベットに対する宗主権を認める準備は出来ている、しかしチベットは自治権を尊重されていることだけは理解してほしい」と表明したが、1950年10月人民解放軍はチベットのカムドに進攻し、チベット軍の散発的な抵抗を破った（チャムドの戦い）。
1951年に中国軍はチベット全土を制圧。ンガプー・ンガワン・ジクメに率いられるチベット当局代表はダライラマの許可を得て、中国政府との北京での交渉に参加し、十七か条協定が結ばれ、チベットを覆う中国の主権が明言された。この合意は数ヵ月後、ラサで批准された。この後、チベット政府は自治の枠組みを保とうと努力を続けたが、人民解放軍がチベットに駐留したことでチベットは中華人民共和国の支配下に入ることになった。
中国共産党政府によるチベット併合後、チベット人による抵抗運動はことごとく弾圧され、多数の市民が大量虐殺の対象となった。1952年-1958年における「カンロ地区」（中国の区分で甘粛省甘南州）において10,000人が犠牲になった(カンロの虐殺)。
中国政府は、チベット併合後、一貫して、独立運動・亡命政府を「分離主義」として非難し、侵攻や併合および虐殺その他を正当化している。
中国共産党は、旧国民政府が西康省に帰属させながら実際には実効支配を確立できなかったカム西部（昌都地区）については、中国政府に忠誠を誓うチベット人によって組織された昌都解放委員会の下、引き続き「西藏地方」に帰属させ、カム地方東部のみを範囲として「西康省藏族自治区」を発足させた。この時、チベット人の比率が低い南昌地区は、雲南地方に移管された。この西康省藏族自治区は1955年に廃止され、カム地方東部は四川省に組み込まれる。

## 現代

### チベット動乱
中国政府は宗教を排撃し、遊牧地であった土地を取り上げ、漢族の大量入植を進めた。このため、チベット人との軋轢が高まり、1956年、アムド、カム地方で抗中蜂起が全面的に勃発し、チベット動乱が始まった。
1956年末、中国の区分で四川省に所属する涼山、美姑、西昌、康定、西蔵所属で当時チャムド解放委員会管轄下のギャンダ・ゾン（江達）、芒康らによる第1次蜂起が起きる。中国軍は1957末に平定に成功。さらに反乱勢力10万人に人民解放軍6万を動員して鎮圧する。中国共産党発表によれば、20,000人を殲滅し、20,000人を逮捕した
1957年には、 ゴンボ・タシは、米国CIAの支援もうけ、東チベット人を中心とした反乱部隊チュシ・ガンドゥクを結成しゲリラ戦を開始する（カム反乱）。
1957年から1958年にかけて、バタン（巴塘）、維西、徳欽、中甸らによる第2次蜂起に対して中国軍は1958末に「平定」に成功。5,500人を「殲滅」した。
青海省における動乱
1958年3月から8月にかけて、甘粛から青海にかけての42万平方キロにかけてチベット人130,000人が「反乱」を行った。中国軍は、うち110,000人を殲滅して平定した。また、青海省におけるチベット人・モンゴル人の遊牧民50,000人を逮捕した。この数字は青海省チベット・モンゴル人遊牧民総人口の10％にあたる。逮捕者の84%にあたる45,000人が誤認逮捕であった。拘留中に23,260人が死亡、誤って殺害されたものが173人。宗教・民族分子259人、民族幹部480人が死亡。
1959年には、動乱がガンデンポタンの管轄領域（西蔵）にも波及し、同年3月17日、生命の危機を感じたダライ・ラマ14世はインドへ亡命し、チベット亡命政府を立てた。
1959年3月10日に勃発したラサ蜂起では三日間で10,000人-15,000人のラサ市民が死亡。
中央チベットの動乱
1959年3月から1962年3月までに中央チベットにおいて、死亡・負傷・捕虜を含めて93,000人を殲滅、武器35,500丁、砲70問を鹵獲した(中央チベットの大虐殺)。
アムド地方ゴロク地区（中国の区分で青海省果洛州）では1956年に130,000人あった人口が1963年におよそ60,000人にまで減ったとされる。
中華人民共和国国務院はチベット独立軍を鎮圧後、「西蔵地方政府」を廃止し、西蔵の統治を「西蔵自治区籌備委員会」に委ねる。1966年、西藏自治区(チベット自治区)が発足。同1966年、文化大革命が波及し、紅衛兵ラサ進駐を開始して年長世代による宗教や信仰が糾弾された。

### チベットと文化大革命
チベットにおける文化大革命は1966年7月の紅衛兵のラサ進駐によって開始された。8月6日には数百人の紅衛兵がジョカン寺(トゥルナン寺)に侵入し、1週間にわたって徹底的な破壊と略奪を行った後、この寺院を紅衛兵の兵舎とした。ジョカン寺は1959年以降に人民解放軍がチベット各地で行った破壊や略奪に対し、周辺寺院の仏像や秘宝を保護するための保管庫の役割を果たしていたが、それら貴重な財宝はこの時点で破壊された。その後、ノルブリンガそしてラサ全域へと破壊と略奪の範囲を広げていった。周恩来首相の命令でポタラ宮と13箇所の礼拝所のみが人民解放軍により保護された。
ありとあらゆるチベット的なものや、仏像や宗教文献が破壊された。それは寺院のみならず個人所有の仏壇や民俗家具も同様である。そして宗教上の祭礼や習慣は例外なく禁止、伝統的な歌謡、民族衣装、伝統的な髪型なども全て禁止され、チベット語は会話以外での使用を禁止され、毛沢東語録以外チベット語の出版物は姿を消した。その一方で何万枚もの毛沢東の写真が配布され、ラサ市内のあらゆる住居に飾られた。
1967年4月までに紅衛兵の進駐規模は数万人へと拡大した。しかし紅衛兵はいくつかに分派して互いを反乱分子と敵視していた。ついにはラサ市内で紅衛兵同士の市街戦が勃発した。1967年秋以降、シガツェ市、ギャンツェ県、カンゼ県など、チベット各地で衝突が発生、1968年1月のラサ市の衝突では数百人の死傷者が出た。こうした大規模な武力衝突の中でチベット人も多数死傷した。
タムジンといわれる人民裁判で僧侶は厳しく糾弾された。罪名を書いた板を首からかけてラサ市街を引き回され、罵倒され殴られ打ちのめされ、最後には息を引き取った。地主階級や貴族階級も弾圧され、分派した紅衛兵は互いに競い合うように逮捕して糾弾した。
文化大革命が1977年に終結。1959年以前、チベット全土に約6000ヶ所あまりの寺院が存在したが、その多くが破壊されて閉鎖されていた。さらに文化大革命で残された寺院も破壊と略奪と根絶の対象となり、最終的に破壊を免れたものは極僅かであった。

### パンチェン・ラマ10世による諌言と投獄
1949年以来、中国共産党はパンチェン・ラマ10世を厚遇し、ダライ・ラマに対抗する親中国派のチベット民族指導者に仕立て上げようとしてきた。パンチェン・ラマ10世はチベット自治区準備委員会主任、人民代表委員を歴任した。胡錦濤とも親交があった。チベット人社会はパンチェン・ラマ10世を中国共産党の傀儡とみなすこともあった。しかし、中国政府のチベット抑圧政策の実状に触れるにつれ、パンチェン・ラマ10世は次第に自立性を発揮し、1962年、パンチェン・ラマ10世は中国のチベット支配を批判した内容の七万言にものぼる諌言を上奏した。さらに1964年にラサで催された大祈願祭（モンラム・チェモ－）でダライ・ラマを批判せよとの中国共産党の命を受けて演壇に立った彼は、公衆に向かって「ダライ・ラマ法王はチベットの真の指導者であり、法王は必ずやチベットに復帰されるであろう。ダライ・ラマ法王万歳!」と演説した。これらの行動によってパンチェン・ラマ10世は共産党の激怒を買い、自己批判を強要され、文化大革命の際には紅衛兵に拘束されて1968年から1978年2月25日まで投獄された。

### 1970年代

#### 核ミサイル発射基地の建設
中国は、1970年の初頭に、アムドの北西部先端にあるツァイダム盆地にDF-4ミサイル発射用地を完成させ、核ミサイルを配備した。チベット四川省のツァイダム(二カ所)、テルリンカ、青海省と四川省の境界の四カ所にミサイル発射用地が整備されている。
小ツァイダムには、射程4,500 - 7,000キロメートルの東風-4が配備されており、緊急時には大ツァイダムに核ミサイルが移送される。また、チベット高原の、青海省と四川省の境界上には、新ミサイル部門が設立され、4基のDF-5ミサイルが配備されている。
アムドにある4つのミサイル発射用地の連隊本部でもあるテルリンカには、DF-4、および大陸間弾道ミサイル(ICBM)が格納され、チベット自治区内のナクチュカ基地リスル山には、大陸間弾道ミサイル20基と準中距離弾道ミサイル(MRBM)70基が配備され、そのほか、チベット自治区ペロック峡谷のあるタゴ山(北緯32度15分 東経87度42分 / 北緯32.250度 東経87.700度)
や、ラサのドティ・プゥにもミサイルが格納されている。

#### 米中国交樹立によるチュシ・ガンドゥク支援打ち切り
1972年、米中の国交樹立により、アメリカ合衆国CIAによるチュシ・ガンドゥク支援が中止される。1974年にはチュシ・ガンドゥクは解体、カム反乱も終結する。1975年には、ムスタンのチベット・ゲリラ基地が鎮圧され、閉鎖された。

#### 毛沢東死後と中越戦争
1976年9月、毛沢東が死去し、翌月に文化大革命が終結。中国共産党のチベット政策にも変化が現れ、宗教がある程度認められ、破壊された寺院が各地で再建されるようになった。1977年には中国は、ダライラマに帰国を呼びかけ、中国共産党とダラムサラのチベット亡命政府は協議を開始する。
1979年2月、ダライラマの兄ギャロ・トンドゥプが北京を訪問し会談を行った。中国政府は亡命チベット人のチベット視察を認めるようになり、1979年から1980年にかけて視察代表団が計3回チベットに派遣された。
1979年2月に中国はベトナムを侵略、中越戦争が勃発しベトナム北部を一時制圧したが中国は撤退した。最前線部隊のチベット人も犠牲となった。

### 1980年代

#### 胡耀邦による改革
1980年5月29日、党中央書記処総書記胡耀邦がチベット視察に訪れ、その惨憺たる有様に落涙したと言われる。胡耀邦は、ラサの演説で、チベット政策の失敗を表明して謝罪し、共産党にその責任があることを認め、「中央政府は今まで数十億元をチベットに費やした。チベット自治区はどこに使ったのか。川に投げ捨てたのか。」とチベット自治区政府を批判、チベットの自治を強化し、中央政府の政策がチベットの現実に合わなければチベット人はそれを拒否し、廃止する権利を持つ」と約束した。胡耀邦は、チベット自治区書記の任栄を解任し、さらに自治区の中国人幹部を85％交代し、政治犯たちを釈放、チベット語教育を解禁した。しかし、1980年8月に予定されていた4回目のチベット亡命政府視察団派遣は中止された。
改革開放以来、チベット人の自由が一定程度高まり、チベットの各地でダライラマ14世の写真が掲げられるようになった。1982年、中国憲法に基づき、信教の自由を改めて保証した上で、僧院の再建事業に着手させ、外国人旅行者にもチベットを開放した。
だがチベット人に対する弾圧は依然として続き、1982年5月には、チベット人活動家115人が逮捕された。

#### 和平交渉決裂
1983年には、中国とチベット亡命政府との和平会談は最終決裂する。改革開放政策の反動として、中国共産党は精神汚染撲滅運動を実施。同1983年11月にはラサだけで750人が政治犯として刑務所に収容された。
チベット内部で弾圧が継続される一方、開放路線および観光政策は功を奏し、1985年には個人旅行も許可され、1987年には4万7千人の観光客がチベットを訪れた。個人旅行者はチベット人から熱烈な歓迎を受け、チベット人が「Chinese No Good!」と叫ぶのを耳にしたといわれる。1985年7月に5回目のチベット亡命政府視察団派遣が実現したが、それ以降は全く許可されていない。
胡耀邦は保守派の巻き返しにあい、1987年1月16日の政治局拡大会議で更迭された。それにともない、チベットの開放政策も撤回された。
1987年3月、パンチェンラマ10世は北京の全人代チベット自治区常務委員会において、中国政府のチベット政策を批判した。
1987年9月21日、ダライ・ラマ14世はアメリカ議会で演説を行い、「五項目和平プラン」を提示する。
1. チベット全土を平和地帯とすること。
2. 民族としてのチベット人の存在を危うくする中国人の大量移住政策の放棄。
3. チベット人の基本的人権と民主主義自由の尊重。
4. チベットの環境の回復と保護。中国がチベットを核兵器製造及び核廃棄物処分の場所として使用することの禁止。
5. 将来のチベットの地位、並びにチベット人と中国人の関係についての真摯な交渉の開始。

この演説に対して中国政府はダライラマを分離主義者として非難し、アメリカ政府へも抗議する。

#### ジョカン寺での虐殺
同1987年9月27日、ジョカン寺で数十人の僧侶がチベットの旗を掲げてラサ市内をデモ行進しチベット独立と、中国人の本土への帰還を訴えた。中華人民共和国の建国記念日である10月1日、再び僧侶がジョカン寺の周囲を行進すると、中国武装警察がデモ参加者を連行した。怒ったチベット人民衆数千人が警察署に投石を行う。武装警察との睨み合いがしばらく続いた後、武装警察は発砲し、無差別殺戮を始めた。ジョカン寺周辺は大混乱となり、多くの死体が横たわり、外国人観光客はチベット人からこの現実を撮影し、全世界に広めてほしいと懇願された。少なくとも数十人が虐殺された。
10月6日にはラサ市内で再びチベット人60人がデモ行進を行った。警察は参加者全員を棍棒で投打し、逮捕した。
欧州議会は1987年10月14日に中国によるチベット人の人権抑圧非難決議を決定する。西ドイツは1987年10月15日に同様の非難決議採択。

#### ラサ暴動
1988年2月末、ラサで大祈祷法会モンラム・チェンモが11日間にわたって開催された。チベット伝統の宗教行事は1960年代から禁止されてきたが、1987年から解禁された。中国当局は6千人の武装警官隊を配備した。
最終日の3月5日、一人の僧侶がマイクを掴み「チベットに自由を！チベットに独立を！中国の抑圧を倒せ！ダライラマ万歳！」とマイクで叫ぶと、観衆のチベット人も叫びはじめ、チベット民族の歌を歌い始めた。武装警察は催涙ガスを撒き、多数の僧侶が連行された。
これを受けて、ラサ市内で暴動が起き、中国人が経営する商店が放火され、中国仏教協会チベット事務所と警察署も襲撃された。翌3月6日にはラサ全市民の捜索が行われ、2500人のチベット人が逮捕され、拷問をされた。4月17日にも尼僧15人前後がジョカン寺前でデモ行進を行い逮捕された。
1988年12月10日、ジョカン寺で僧侶たちがデモ行進がおこなうと、武装警察が再び無差別発砲を行って虐殺し、少なくとも15人が虐殺され、150人以上が重症したとオランダ人旅行者や西側ジャーナリストよって目撃されている。
1988年12月19日にはチベット人学生70人が北京の天安門広場でデモ行進を行った。12月30日にもラサ市内で500人のデモ行進が発生した。

#### 胡錦濤によるラサ戒厳令布告
1988年12月、チベットとの平和的対話に積極的であった胡錦濤がチベット自治区党委書記に就任する（〜1992）。
1989年1月24日にパンチェンラマ10世は、中国政府の用意した演説原稿を無視し「「チベットは過去30年間、その発展のために記録した進歩よりも大きな代価を支払った。二度と繰り返してはならない一つの過ち」と自説を述べ、中国政府を再度非難した。その4日後の1月28日、死去。暗殺説もあるが、中国政府は心臓麻痺によるとしている。
1989年2月17日の旧正月、チベット国旗が、ジョカン寺に、2月20日には市内16箇所に掲揚された。
1989年3月5日、ラサ市内で数百人がデモ行進を行い、チベットの国旗を掲げて独立を主張した。武装警察は発砲し、無差別大量殺戮を強行する。翌3月6日も、チベット人はデモ行進を行い、参加者は数千人にのぼり、中国銀行、警察署、官公庁の建物が襲撃された。3月6日夜から中国武装警察が、チベット人の各家庭を襲撃し、扉を叩き壊して住民を殴り倒し、子供や老人を銃殺しもした。
翌1989年3月7日、胡錦濤はラサに戒厳令を布告する。これは中華人民共和国史上初のことだった。会合、行進、陳情、請願、集会が禁止され、武装警察によるチベット人への暴行が展開され、中国系ジャーナリストのタン・ダーシェンによると、400人が虐殺され、数千人が負傷し、3000人が逮捕された。
欧州議会は1989年3月15日に中国によるチベット人抑圧について非難決議を決定する。イタリアは1989年4月12日に非難決議採択。ラサ戒厳令は1990年5月1日まで続いた。
ラサで戒厳令が布告された一月後の1989年4月15日に胡耀邦が死去すると、翌16日から北京の大学生を中心に追悼集会が開かれてから、共産党の腐敗と民主化を訴えたデモとストライキが行われるようになる。21日には10万人を超え、5月に入ると中国全土でデモは50万人規模となり、5月19日、北京に戒厳令が布かれ、5月23日にはデモは100万人規模となる。6月3日の夜中から6月4日未明にかけて、中国軍が発砲を開始、デモ隊を鎮圧する。死者数は不明だが、数千にのぼるともされる。この事件を受けて、西側諸国は中国に対して経済制裁を実施。武器を持たぬ市民への「虐殺」と言える武力弾圧に対して譴責を発表し、G7 による対中首脳会議の停止、武器輸出の禁止、世界銀行による中国への融資の停止、日本からの対中借款停止などの外交制裁を実施した。
胡錦濤は、チベット自治区の最高責任者にあった4年間、分離主義の弾圧と経済建設推進政策を実行した。胡錦濤によるチベット独立運動の弾圧は、北京政府に評価され、のち中央政府幹部に昇進する理由となったともいわれる。一方、チベット人からは胡錦濤は弾圧の当事者として以後糾弾され続ける。
1989年10月、亡命中のダライラマ14世がノーベル平和賞を受賞。「独立」にかわり「真の自治」を求めることで妥協をはかる ストラスブール提案を提示。中国は抗議。12月10日、ダライラマ法王はオスロで演説を行った。法王はチベットの独立を放棄し、中国国内での高度な自治を要求し、武力を用いずに平和的な問題の解決を主張した。ダライラマ14世は翌年から積極的に各国を訪問する。

### 1990年代

#### 欧州各国による非難決議
ダライラマ法王の平和的な呼びかけにも関わらず、中共当局はチベット人に対する暴力的な弾圧を続けたため、欧州議会は1990年4月25日に非難決議を採択。オーストラリアでは1990年12月6日に中国によるチベット弾圧非難決議を採択した。1990年代に入っても、中共当局は、電気棒、鉄の棒による投打、犬に手足を噛み切らせる、女性を電気棒で犯したり、妊婦を蹴り流産させたり、逆さづり、性的暴行、意識を失った犠牲者への放尿、血液や体液の強制抽出などの拷問を依然行っていた。
1991年4月10日には146人のチベット人が「犯罪者」として逮捕された。オーストラリアは1991年6月6日に非難決議が採択。
1992年2月、武装警察はチベット人の家庭に押し入り、ダライラマの写真やビデオを押収、逮捕者は200人に上った。この1992年に九寨溝、黄竜がユネスコの世界遺産に登録された。チベット初の世界遺産登録物件である。この2箇所はアバ・チベット族チャン族自治州にあり、東チベットのカム地方にある。
1993年5月24日には1万人以上の大規模なデモ行進が行われたが、中共軍によって武力鎮圧された。
1994年にはラサのポタラ宮殿がユネスコの世界遺産に登録された。
1994年の「第三回チベット工作座談会」では中国によるチベット政策が次のように表現されている。
| 蛇を殺すにはまず頭を切らねばならない。頭を切らねば我々は分離独立主義との闘争に勝利できない。我々とダライラマ一味との闘争は、信教や自治の問題ではない。我が国の統一を確固たるものにし、国民のなかから独立の動きが生まれるのを許さないことである。あらゆる独立の動きを絶えず法律に従って粉砕しなければならない。彼らを殲滅し、厳罰に処すべきである-- |

また産児制限として、不妊手術なども行われており、これは東トルキスタンでも行われている。

#### パンチェン・ラマ11世問題
パンチェンラマの転生者探しは1991年から行われていたが、1995年1月、ゲンドゥン・チューキ・ニマ少年が、パンチェンラマの転生者として発見され、1995年5月14日、ダライラマ14世は少年をパンチェンラマ10世の転生者として正式に発表した。
すると、3日後の5月17日、中国当局はゲンドゥン少年一家を拉致し、パンチェンラマ11世の認定関係者を逮捕投獄した。中国側のパンチェンラマ転生者探索委員会委員長を務めていたタシルンポ寺僧院長チャデル・リンポチェは、ダライラマ認定を支持したため逮捕され、「祖国分裂」と「国家機密漏洩」の罪で懲役6年の刑に処せられた。
さらに中国共産党は1995年11月29日、ギェンツェン・ノルブ少年を金瓶掣籤によりパンチェンラマの転生者に認定した。その後、ギェンツェン・ノルブ少年は、歴代パンチェンラマが座主を務めているタシルンポ寺に移され、さらに同寺には、中国共産党が9人の工作隊を派遣し、週2回、1回3時間半にわたって僧侶に対して政治教育を継続している。
国際社会は中国政府に、ゲンドゥン少年の居場所を公表するよう強く要請、中国当局は1996年5月28日、少年と両親を保護していることを認めた。ゲンドゥン少年は2012年現在も行方不明。
1996年3月15日には、中国によるパンチェンラマ探索介入を非難する冊子を配った理由で4人の学僧が逮捕された。この件で逮捕されたチベット人は80人に上る。
1998年、国際連合人権高等弁務官メアリー・ロビンソンがチベットを訪問した。

#### カルマパ17世の亡命
1998年、中国によって、新中国共産党派のチベット仏教指導者として育成されていたカルマパ17世は仏教修行のためにインドへの旅行を中国政府に打診したが断られ続けていた。当局の監視が強化されたうえに、ツルプ寺で中国人2人によるカルマパ17世の暗殺未遂事件がおこった。1999年12月28日、当時14歳のカルマパ17世はツゥルプ寺を脱出し、2000年1月5日にインドのダラムサラに到着し、ダライラマ14世と面会を果たし、祝福された。

#### 中国による放射性廃棄物処理施設
中国はチベット地域にチベット側に合意をととらず秘密裏に核廃棄物処理場や核ミサイル基地建設を進めてきていたことが近年明らかになっており、中国側もこれらの施設の存在については現在は否定していない。これらの核廃棄物には中国の核実験で生じたものや、また海外の廃棄物を引き受けたものがあるともいわれる。また「処理施設」といっても放置しているだけであり、住民の被爆が亡命政府をはじめ懸念しているが、調査は行われていない。
1992年のバーゼル条約では、輸入国の同意なしの有害廃棄物の輸出を禁止しているが、中国はこれに調印している。1993年の人権世界会議ウィーン宣言では、「毒物および危険物質の不法投棄は、人類の人権、生命、そして健康を脅かす重大な問題となりうる」とされ、1998年の会議では「特定の工業国が有害廃棄物リサイクルによって利益を得ることがないようにしなくてはならない」とされたとき、中国はこれを支持した。
一方で中国はチベット高原にチベット側の合意なしに廃棄物を投棄してきた。1984年には、中国は60億ドルでヨーロッパの原子炉の4千トンの放射性廃棄物をゴビ砂漠に保管している。ほかにも海外の廃棄物を中国が受け入れることについては例えば1991年には米国メリーランド州バルチモア市の下水汚物2万トンが中国に144万米ドルで輸出された。仲介した海南陽光グループは、中国の輸入規則では輸送に政府の承認は不要とした。しかし、米国ミルウォーキーの下水処理施設では汚染物質と筋萎縮性側索硬化症の発生との関連がグリーンピースらによって報告されるなど、廃棄物の汚染の危険性が抗議され、このチベットへの汚物輸送は中止となった。
中国は1991年4月、チベットにおける核兵器の配備と核廃棄物により核汚染が広がっているという主張に対し「全く根拠のない話」としたが、チベットへの核廃棄物投棄を認めている。中国核国営公社（China National Nuclear Corporation）のユー・ディーリャンは「中国は、89年から93年まで、多大な費用をかけ、閉鎖された核兵器基地の環境状況の厳重管理にあたった」と述べている。
1993年 、リシュイ（Reshui）とガンズィ（Ganzihe）近辺で病気の発生率が異常に高いという、現地のチベット人医師タシ・ドルマの報告によると,「第9学会」と呼ばれる核基地付近で放牧していた遊牧民の子供たちのうち7人がガンで死亡した。1993年時点で中国は、甘粛省西側の乾燥地帯に初の放射性廃棄物投棄センター建設をはじめ、さらに中国南部、南西部、東部に建設を計画中であった。廃棄物の地層処分についても現在は深層処分が主流であるが浅層処分技術についても、中国は 「充分に安全」と考えている。高レベル放射性廃棄物（HLW）用地について、中国政府関係者は、「中国には広大な配分地区があり、用地を見つけることは困難ではない」とし、チベットは北京からも離れているため「核廃棄物を投棄するには最適」ともされる。
1995年7月には、海北チベット族自治州のココノール湖附近に「20平方メートルに及ぶ放射性汚染物質用のごみ捨て場」があり、「軍の核施設（第九学会）により廃棄物は出たが、安全性は30年間完全に保たれ、環境への悪影響、基地で被爆者が出たことはない」と公式に発表した。しかし、核廃棄物が当初の保管の仕方、また現在の管理の仕方、および危険性の調査について詳細は公表されていない。
1997年、北京のシンポジウムで中国は、台湾の核専門家に対し「台湾で累積される放射性廃棄物の投棄場を提供する。6万バレルの核廃棄物を引き取る」と申し出たが、台湾は断っている。

### 2000年代以降
- 2008年3月にはチベット全土で反中国のデモが起き、中国の警察によって制圧された（2008年のチベット騒乱）。
- 2010年10月19日に、青海省黄南チベット族自治州同仁県で、チベット民族の高校生、5千〜9千人が、六つの高校から合流してデモ行進し、地元政府役場前に、「民族文化の平等」を要求した。
- 2011年3月に四川省アバ・チベット族チャン族自治州アバ県で若い僧侶が焼身自殺を図ったのをきっかけにして、僧侶や市民による大規模な抗議活動が広がった。同年8月、9月に二人の僧侶が、10月17日には20歳の尼僧も焼身自殺した。

- チベット問題に関してアメリカ合衆国政府は、2011年10月、米国上下両院と行政府共同「中国に関する議会・政府委員会」による年次報告を発表し[79]、2011年11月3日には、米国議会でトム・ラントス人権委員会[80]がチベット問題について公聴会を開いた[79]。この公聴会では、チベット人亡命者らの証言も聞かれ、共和党のイリアナ・ロスレイティネン委員長が民主党ハワード・バーマン議員とともに、言論の自由や宗教・思想の自由への弾圧や、妊娠中絶の強制などについて「中国の弾圧は悪化した」とした[79]。共和党のデービッド・リベラ議員は中国共産党指導部を「北京の殺戮者たち」と呼び、人道主義の普遍性から中国に強硬な姿勢を取ることを提唱した[79]。また、議長の民主党ジム・マクガバン議員は「かつてチベット鎮圧策を担当した胡錦濤国家主席にまで抗議すべきだ」と発言、フランク・ウルフ議員は「チベットは本来、中国とは別の国家だった。その民族をいま中国当局は浄化しようとしている」と非難した[79]。

- 米国務省は同年11月4日、チベット族僧侶らの焼身自殺に懸念を表明し、中国政府にチベット政策を改めるよう要求した[81]。一方、中国政府は「焼身自殺はインドのチベット亡命政府の指示を受けたテロ」として非難している[82]。また8月の焼身自殺事件で、抗議自殺した僧侶と一緒にいた僧侶は、自殺をそそのかしたとして教唆犯罪を問われ、懲役13年の判決を受けた[83]。同年11月25日に人民日報ではダライ・ラマが焼身自殺を助長しているとする批判論評を掲載した[84]。また、英国のガーディアン紙がチベット僧侶を庇護する論調の報道を行った事に対して、中国の駐英国大使館が「歪曲報道」と抗議した[85]。

- 2011年12月14日、四川省成都市において、成都鉄道工程学校で、学内のチベット人生徒200人が住む寮を、漢民族の学生グループが15倍の人数に当たる3000人で集団襲撃した。チベット人の寮は個室、教室を問わずに破壊され、多くの生徒が重軽傷を負った。漢族の襲撃者グループは、「重要な勝利」とブログで報告した[86]。

- 2012年1月6日、四川省アバ・チベット族チャン族自治州アバ県にて再度、チベット人の男性と僧侶2名が中国に抗議して焼身自殺を行った[87]。

- 同年1月にインドのブッダガヤでダライ・ラマ法王によって行われたカーラチャクラ灌頂には、中国人が1500人も参加した[88]。なお、この行事に参加するチベット人を制限するために、中国政府は、チベット族へのパスポート発給を停止した[89]が、実際には8000人のチベット人が灌頂を受けた。
- 2012年1月7日、インドの新聞ザ・タイムズ・オブ・インディアは、西部ムンバイの警察が、中国国籍のチベット人ら6人のスパイがチベット自治区からインド国内に侵入してダライ・ラマ14世を暗殺するという情報を入手、インド亡命中のダライ・ラマ14世の警備体制を強化する方針を決定したと報じた[90][91]。ムンバイ警察は中国系情報機関の要員であるとした[91] 。このリークは、ダライラマによる灌頂(後述)に際して、「参加者を装って多数潜入したであろう中国側の全工作員に対する、インド当局の牽制の意」ともされる[89]。

- 2012年1月8日には40代の転生ラマであるソナム・ワンギャルが、青海省ゴロク・チベット族自治州ダルラック県警察署前で、焼身自殺を行った[89]。遺体を押収した中国当局警察に対して、2000人のチベット人が抗議デモを行い、遺体の返還を要求した[89]。当局は返還に応じたが、チベット族は、ソナム・ワンギャルを讃えるポスターを張るなどの行動をとった。翌1月9日、アメリカ国務省報道官は深刻な懸念と声明を発表した[89]。また、1月14日、ンガバで、若いチベット人が焼身自殺を行ったが、遺体を押収した当局警察は遺体に対して足蹴にし殴打した[89]。これに怒ったチベット族およそ100人が抗議するが、中国武装警察は発砲、2名のチベット人が撃たれている[89]。

#### ダンゴでの騒動
2012年1月23日、中国政府がチベット族に対して旧正月をチベット式でなく、中国式で祝うように指示し、また正月直前の1月22日から毛沢東、鄧小平、江沢民、胡錦濤ら歴代4人の肖像画を100万枚、チベット自治区の寺院や家庭に配布したことに怒ったチベット族は、四川省カンゼ・チベット族自治州炉霍県（タンゴ）でチベット族が抗議デモを行った。
中国共産党と敵対的なラジオ・フリー・アジアやチベット亡命政府の発表を元にした報道によると、中国人民武装警察部隊はこのデモを阻止するために、無差別発砲を行い、この発砲で、2名から6名が死亡し、60人以上が負傷した。武装警察の発砲に対して抗議するデモ参加者は5000人規模となった。同23日、四川省アバ・チベット族チャン族自治州アバ県では、真言宗を唱える僧侶らのデモ行進を治安部隊が妨害し、暴行を加えた。同1月24日、色達県（セルタ）でもチベット族のデモ隊と中国当局の治安部隊が衝突し、数十人が被弾し、亡命政府発表では5人が死亡した。同26日、アバ県に近い壌塘県（ザムタン）で、チベット族の群衆に向かって中国当局警察が発砲し、1人が死亡した。一月末の騒動で、武装警察の発砲でデモ参加者7人が死亡したといわれ、中国国営の新華社は、発砲は自己防衛と伝えた。2012年2月4日、四川省カンゼ・チベット族自治州色達県でチベット族の住民3人が焼身自殺を図る。一人が死亡した。
中国外務省の洪磊副報道局長は翌日の24日、「真実を歪曲し、中国政府の信用を傷つけようとする海外の分裂主義者の試みは成功しない」とチベット族およびチベット亡命政府を非難する談話を発表した。
2012年1月24日、米国務省オテロ国務次官(チベット問題担当調整官)は、伝えられた報道に対して「深刻な懸念」を表明した。